# Diecezja Trujillo
Diecezja Trujillo – łac. Dioecesis Truxillensis in Honduria – diecezja Kościoła rzymskokatolickiego w Hondurasie. Należy do metropolii San Pedro Sula. Została erygowana 3 lipca 1987 roku.

## Ordynariusze
- Virgilio López Irias, O.F.M. (1987 – 2004)
- Luis Felipe Solé Fa, C.M. (2005 - 2023)
- Henry Orlando Ruiz Mora (od 2023)